# Willa Mondragone

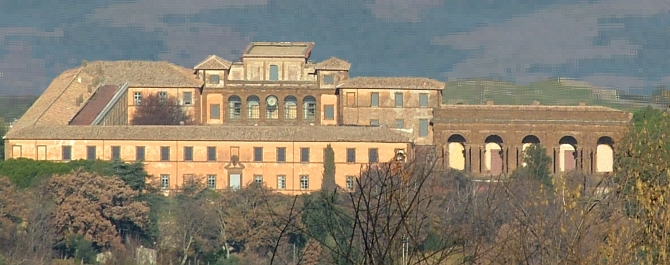
Willa Mondragone – widok z Tusculum

Willa Mondragone – willa arystokratyczna położona  we włoskiej gminie Frascati, w regionie Lacjum, w prowincji  Rzym. Obecnie jest to terytorium Monte Porzio (Góry Albańskie). Willa znajduje się na wzgórzu o wysokości 416 m n.p.m., na obszarze zwanym Castelli Romani, 20 km na południowy wschód od Rzymu, niedaleko starożytnego miasteczka Tusculum.
Willa została wybudowana w roku 1573 przez kardynała Marco Sitico Altemps, na terenie ruin wilii rzymskiej rodziny konsulów rzymskich Kwinktyliuszów. Projekt wykonał włoski architekt Martino Longhi Starszy.
Papież Grzegorz XIII często odwiedzał willę jako swoją letnią rezydencję, będąc gościem kardynała Altemps. Tutaj też w roku 1582 obwieścił dokument (bullę papieską "Inter gravissimas"), która zreformowała kalendarz na gregoriański używany po dziś dzień. 
Najświetniejszy okres Willi Mondragone odnotowano w czasie panowania rodziny Borghese, która wystawiała tam część swojej kolekcji antyków. 
W willi swój czas spędzali również inni papieże, m.in. Klemens VIII i Paweł V. W roku 1626 Papież Urban VIII postanowił opuścić willę i przenieść się do rezydencji papieskiej Castel Gandolfo. 
W 1858 willę odwiedziła George Sand i znalazła tam odpowiednią scenerię dla swojej powieści La Daniella. W 1896 willa została przekształcona przez Jezuitów na uczelnię wyższą dla młodych arystokratów.
W 1912 roku Wilfrid Michael Voynich nabył tu od jezuitów słynny manuskrypt, który został nazwany jego nazwiskiem.
Podczas drugiej wojny światowej uczelnia była schronieniem dla ofiar ewakuacji, a w 1953 szkoła została zamknięta. 
W roku 1981 Willa Mondragone została sprzedana przez Zakon Jezuitów i jest aktualnie filią Uniwersytetu Rzymskiego Tor Vergata.